# ミンカブ・ジ・インフォノイド
株式会社ミンカブ・ジ・インフォノイド（略称：ミンカブ、英: MINKABU THE INFONOID, Inc.）は、「MINKABU（みんかぶ）」（旧：みんなの株式）や「株探（Kabutan）」など投資家向けメディア事業の運営と金融機関を中心顧客とした情報ソリューションの提供を行う会社である。

## 概要
2006年7月に「情報の価値を具現化する」という企業理念のもとに設立。日本最大級の投資家向け情報メディア「MINKABU（みんかぶ）」、「株探（Kabutan）」等、ソーシャルメディアを活用したユーザー参加型やAIを活用した自動生成型の株式情報サイト等をはじめ、外国為替や投資信託、仮想通貨、不動産、保険など、多くの金融商品を対象としたインターネットメディアを運営。
2014年からは、メディア事業で培った知見を活用して金融機関向けに情報ソリューションの提供も開始し、顧客は地銀・保険・不動産会社に加え、REIT・投資信託運用会社が新たな顧客層になり、取引先金融機関等は400社以上にのぼるソリューション事業を展開。
2018年11月には、社名を株式会社みんかぶより株式会社ミンカブ・ジ・インフォノイドに変更。“Infonoid”は、情報（Information）と執着する者（Noid）を組み合わせた“情報に拘る者”という意味の造語。

## 沿革
- 2006年
  - 7月 - 東京都千代田区麹町において株式会社マスチューンを設立
  - 9月 - 本社を東京都文京区関口に移転
- 2007年
  - 4月 - 投資家向けソーシャルメディア型株式情報サイト「みんなの株式」のサービスを開始
  - 10月 - 「みんなの株式」の基本技術となる、「ポイント算出方法、予想評価システム、及びコンピュータプログラム」の特許を取得
- 2008年12月 - 本社を茨城県つくば市天久保に移転
- 2009年6月 - 「みんなの株式」にAIを利用した「株価診断」機能を導入
- 2010年2月 - 本社を東京都新宿区矢来町に移転
- 2012年
  - 3月 - 本社を東京都港区海岸に移転
  - 3月 - 商号を株式会社みんかぶに変更。
  - 12月 - 本社を東京都千代田区神田神保町に移転
- 2014年
  - 8月 - 大手証券会社、金融ポータル事業者向けのB2Bによる金融情報サービス提供を行うインターストラクチャー株式会社（後に、株式会社エムサーフに商号変更）を連結子会社化し、金融機関向けソリューション事業に参入
  - 10月 - 投資家向け株式情報配信サイト「Kabutan（株探）」を事業譲受により取得
- 2016年3月 - 株式会社インベステックの金融情報配信事業部門を事業譲受により取得すると共に同社完全子会社である株式会社日本先物情報ネットワークの全株式を取得し、商品先物・FX情報分野のソリューション事業に参入
- 2017年
  - 10月 - 完全子会社の株式会社エムサーフが同社完全子会社の株式会社日本先物情報ネットワークを吸収合併
  - 11月 - 完全子会社の株式会社エムサーフを吸収合併により当社に統合
  - 12月 - 株式会社朝日新聞社と資本業務提携[2]。
- 2018年
  - 9月 - 株式会社NTTデータと資本業務提携[3]。
  - 11月 - 商号を株式会社ミンカブ・ジ・インフォノイドに変更。
  - 12月 - データスタジアム株式会社とスポーツテクノロジー分野における協業に合意[4]。
- 2019年
  - 3月 - 東京証券取引所マザーズへ上場[5]。
  - 12月 - 不動産ファンド関連のシステム開発及びWeb構築、REITデータベース提供のProp Tech plus株式会社を連結子会社化[6]
- 2020年
  - 1月 - オートマチックトレード株式会社との業務提携[7]。
  - 4月 - 株式会社テコテックとの資本業務提携[8]。
  - 6月 - AlpacaJapan株式会社へ資本参加[9]。
  - 6月 - 投資信託に特化したSaaS型情報ベンダーのロボット投信株式会社を連結子会社化し、投資信託運用会社及び販売会社向けデジタルソリューション事業を拡大[10]。
  - 9月 - 株式会社QUICKとの業務提携[11]。
  - 11月 - イチニ株式会社との資本業務提携[12]。
  - 12月 - 株式会社pafin(旧クリプタクト）との資本業務提携[13]。
- 2021年
  - 1月 - 未来貯金株式会社との資本業務提携[14]。
  - 5月 - QUICK及び日本経済新聞社との資本業務提携[15]。
  - 7月 - 本社を東京都千代田区九段北に移転
  - 9月 - 資産形成層向け金融商品仲介業の展開を目的に株式会社ミンカブアセットパートナーズを設立
- 2022年
  - 4月 - 東京証券取引所の市場区分の見直しにより、東京証券取引所マザーズからグロースに移行
  - 5月 - 株式会社BANQのNFT部門を新設分割して設立した株式会社WEB3 WALLET（現・株式会社ミンカブWeb3ウォレット）を連結子会社化し、ブロックチェーンを基盤としたネットワークであるWeb3を活用したソリューション事業に参入
  - 10月 - ブロックチェーン技術を用いたソーシャルメディア運営会社である株式会社ALISを完全子会社化
  - 12月28日 - LINE（現・Z中間グローバル）のライブドア事業を新設分割して設立した株式会社ライブドアを完全子会社化[16][17]。
- 2022年
  - 3月 - 完全子会社の株式会社ライブドアがサッカー情報専門メディアを運営するCWS Brains株式会社を完全子会社化
  - 3月 - 連結子会社のProp Tech plus株式会社の当社株式持分を譲渡
  - 4月 - 当社メディア事業を吸収分割により完全子会社である株式会社ライブドアに事業承継
  - 4月 - 完全子会社の株式会社ライブドアが株式会社GINKANのWeb3グルメアプリ事業を会社分割により承継した株式会社シンクロライフを完全子会社化
  - 4月 - 当社ソリューション事業再編のための準備会社として株式会社ミンカブソリューションサービシーズを設立
  - 7月 - 当社ソリューション事業を吸収分割により完全子会社である株式会社ミンカブソリューションサービシーズに事業承継
  - 9月 - Web事業、出版事業、映像事業等を営む株式会社フロムワンを完全子会社化[18]
  - 11月 - 完全子会社のCWS Brains株式会社が株式会社フロムワンを吸収合併し株式会社シーソーゲームに商号変更
  - 12月 - 株式会社ライブドアを完全子会社化[19][20]。

## 関連人物
- 齋藤正勝 - 2021年6月から2024年6月まで、副社長を務めた。
- 斎藤佑樹 - 2023年12月から子会社 (シーソーゲーム)の取締役CIO。2024年10月の同社のライブドアとの合併後はライブドアの取締役CIO。